# Euchaetomera plebeja
Euchaetomera plebeja är en kräftdjursart som beskrevs av Hansen 1912. Euchaetomera plebeja ingår i släktet Euchaetomera och familjen Mysidae. Inga underarter finns listade i Catalogue of Life.